# Dovercourt
Dovercourt is een plaats in het bestuurlijke gebied Tendring, in het Engelse graafschap Essex. 
Dovercourt is een kleine badplaats en komt al voor in het Domesday Book van 1086. Het is samengegroeid met de bekendere havenplaats Harwich. 

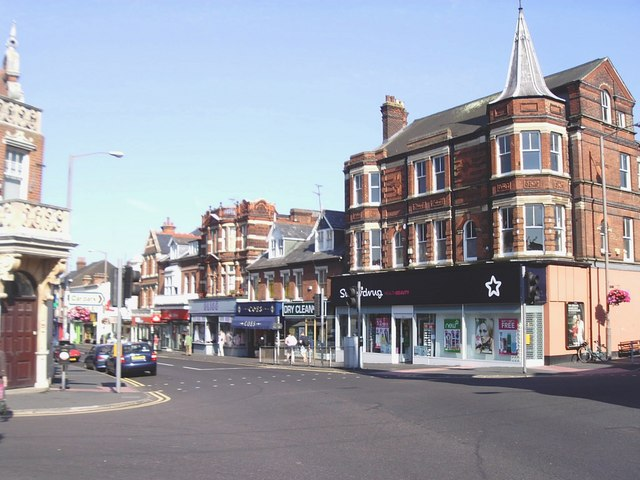
Het centrum van Dovercourt.